# ذباب القمص
ذباب القمص أو ذباب البردي أو ذباب الكاديس (بالإنجليزية: Caddisfly) حشرة من رتبة شعريات الأجنحة (الاسم العلمي: Trichoptera) من اليونانية (θρίξ = thrix = شعر) (πτερόν = pteron = جناح). وهي عبارة عن حشرات صغيرة تشبه العُث تشمل ما يقرب من 12000 نوع ولها زوجان من الأجنحة الغشائية المُشعِرة. كما أن لها صلة بحرشفيات الأجنحة (العُث والفراش)، ويقوم ذباب القمص بتكوين يرقة مائية توجد في بيئات مختلفة كليًا مثل المجاري المائية والأنهار والبحيرات والبرك. وتقوم يرقات العديد من الفصائل بعمل إطارات واقية من الحرير المكسو بالحصى أو الرمل أو الأغصان أو الطمي.

## علم البيئة
على الرغم من احتمالية وجود ذباب القمص في المسطحات المائية ذات الخواص المختلفة إلا أنه يُعتقد بوجه عام أن الحفريات الغنية بفصائل ذبابة القمص تشير لوجودها في مياه نظيفة. كما يظهر ذباب القمص ظهورًا هامًا في عمليات المسح البيولوجية للمجاري المائية وغيرها من المسطحات المائية فضلاً عن الذباب الحجري (stoneflies) وذباب مايو (mayflies). ويمكن العثور على فصائل ذباب القمص في جميع الطوائف الغذائية في مواطن المجرى المائي فضلاً عن بعض الأنواع التي تشكل حيوانات ضارة (predators) وآكلات الورق (leaf shredders) ومنبتات الطحلب المائي (algal grazers) وجامعات الجُسيمات من العمود المائي (watercolumn) والقاعيات (benthos).

## مكونات الأحياء الموجودة تحت الماء

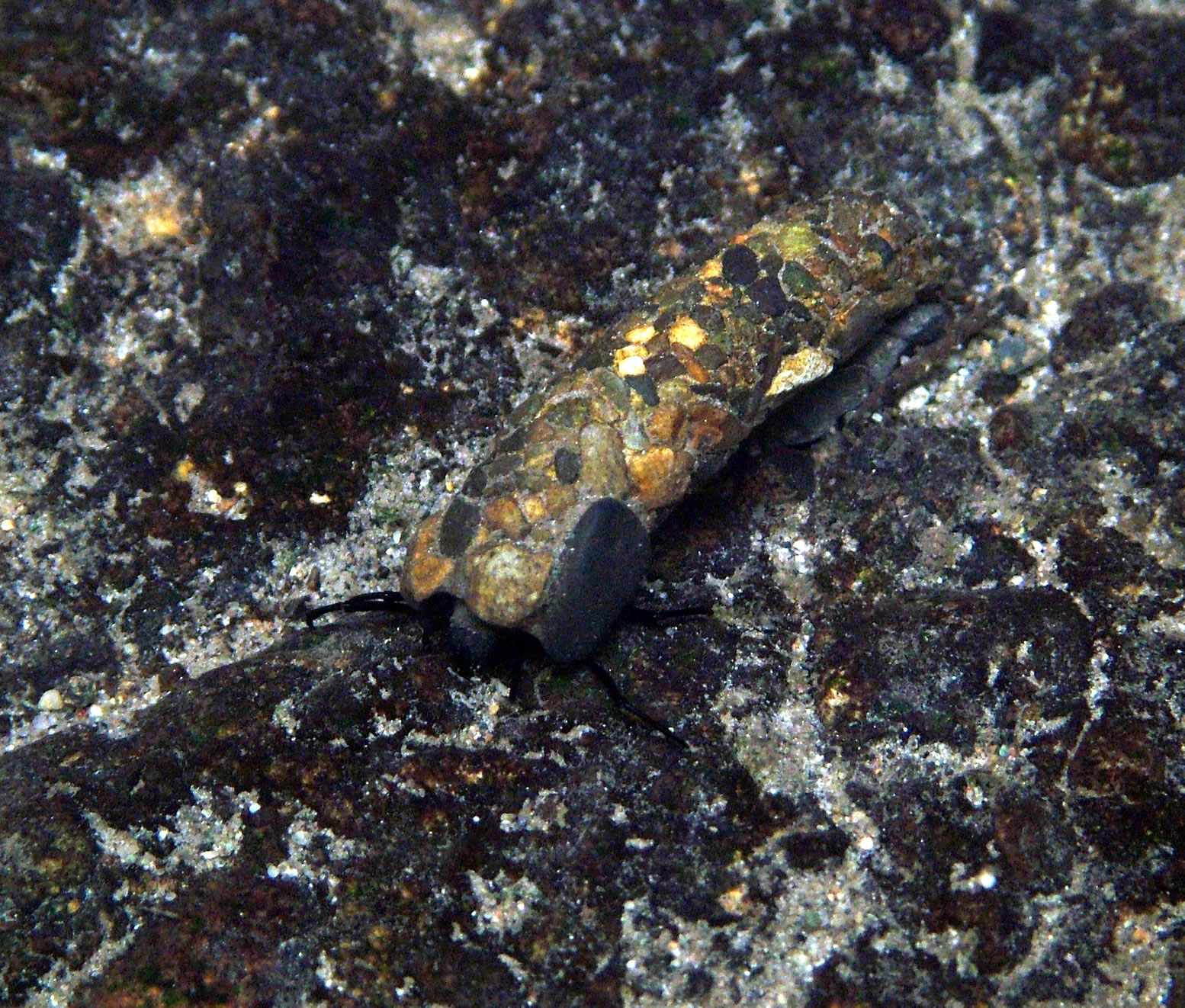
يرقة ذبابة قمص ذات إطار من أجزاء صخرية قابل للحمل
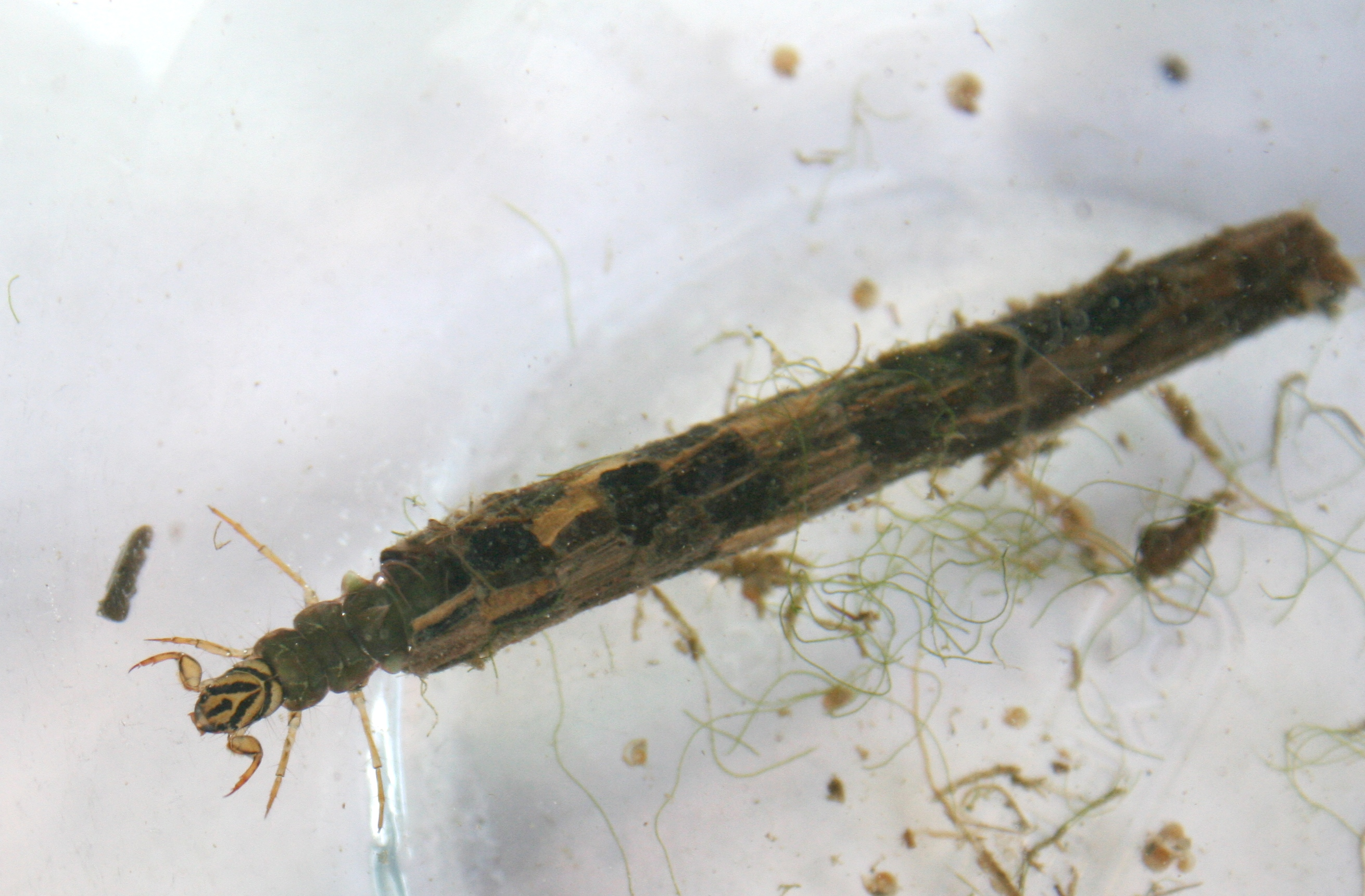
يرقة ذبابة قمص منبثقة من إطار مصنوع من مادة نباتية
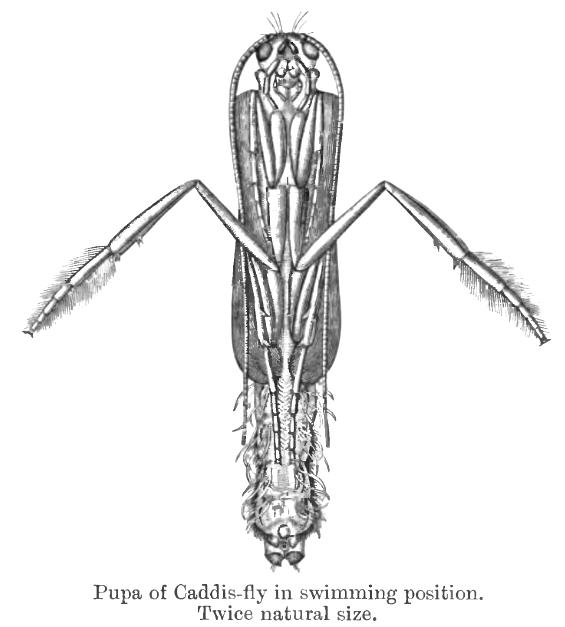
شرنقة ذبابة القمص
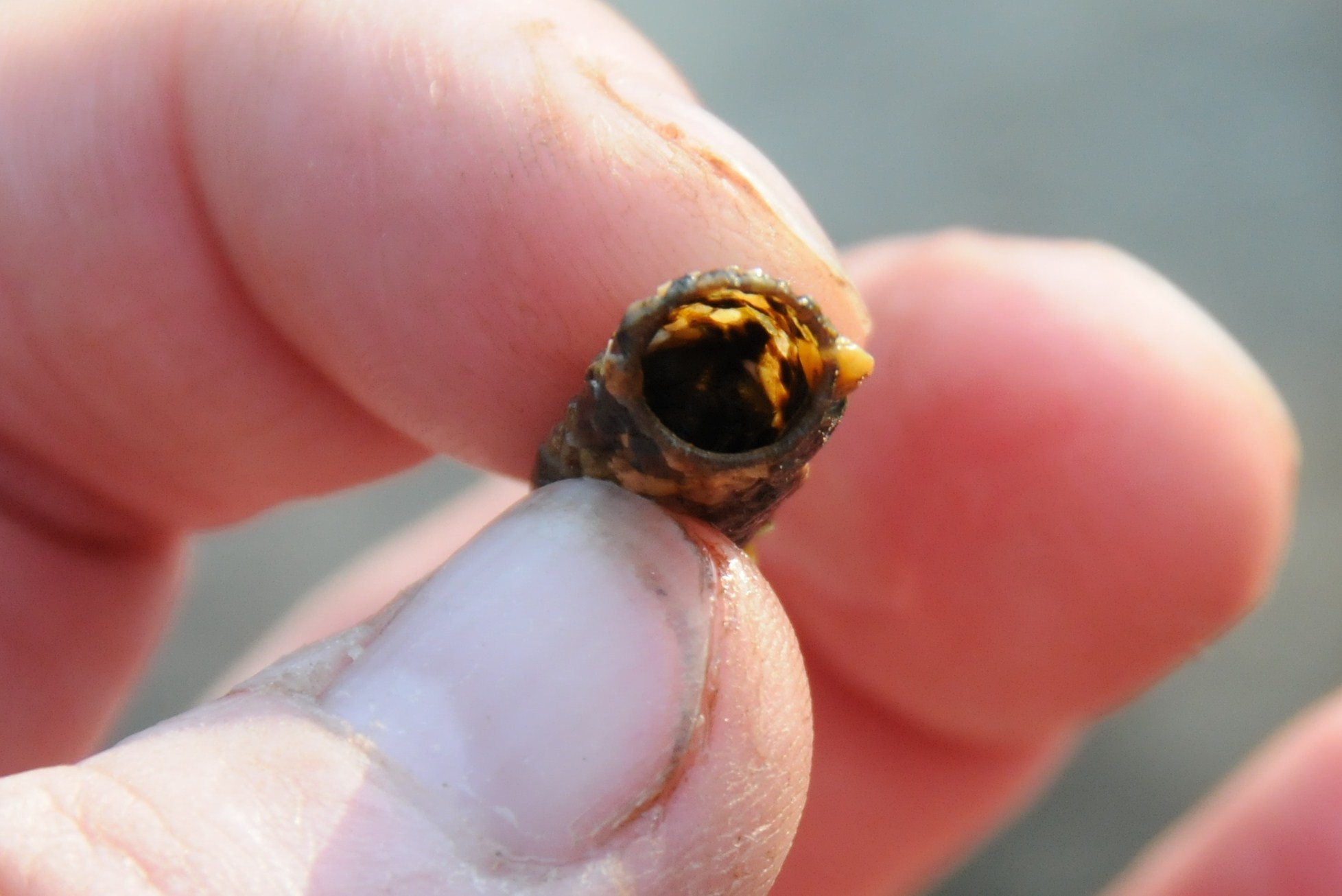
صورة مُقربة لإطار منسوج ليرقة ذبابة القمص. كولومبيا البريطانية، كندا
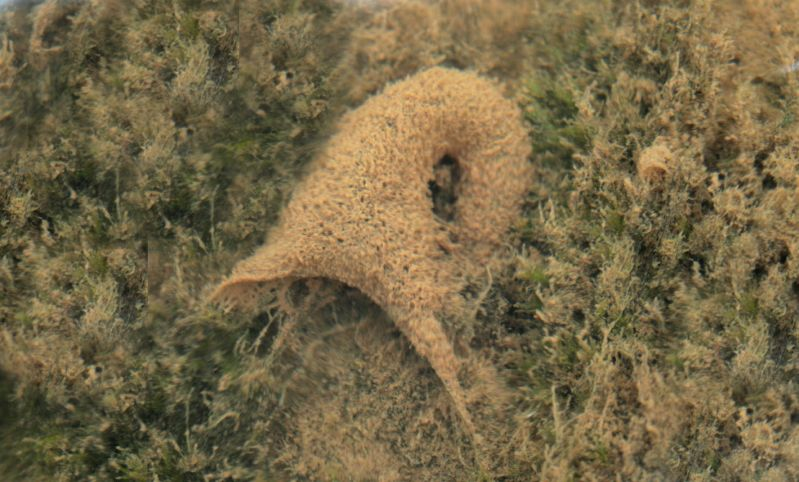
"شرك" كونته يرقة ذبابة القمص. تكساس، الولايات المتحدة

تعد معظم يرقات ذبابة القمص مُكونات للأحياء الموجودة تحت الماء وتستخدم خيوطًا تشبه الحرير - يتم إفرازها عن طريق الغدد اللعابية القربية من أفواهها - للبناء. ويمكن تقسيم ذباب القمص تقسيمًا حرًا إلى ثلاث مجموعات سلوكية استنادًا إلى استخدام الذباب للخيوط الحريرية: ألا وهي ذباب القمص الصانع للشرك وذباب القمص الصانع للإطار واللذان قد يقومان بتكبير بنيتيهما من خلال دورتهما الحياتية اليرقية فضلاً عن ذباب القمص حر المعيشة الذي تقتصر وظيفته على تكوين تلك البنيات قبل تشكيل الطور الانتقالي. ويعيش ذباب القمص الصانع للشرك عادةً في المياه الجارية كما أن شركه - الذي يتم تكوينه غالبًا بين النباتات المائية - يخدمه كوسيلة لصيد غذائها الطحلبي والحيواني فضلاً عن استخدامه كمأوى. وقد يقوم ذباب القمص الصانع للإطار بتكوين الإطارات مقتصرًا على استخدام الخيوط الحريرية، بيد أن الأمر الأكثر شيوعًا للخيط الحريري يتمثل في تجميع المواد السفلية مثل الأجزاء الصغيرة من الصخر والرمل والقطع الصغيرة للأغصان أو النباتات المائية. وتكون إطارات ذبابة القمص مفتوحة من الطرفين، وتسحب اليرقة الماء المؤكسج عن طريق الطرف الخلفي إلى الخياشيم ثم تخرجه من الطرف الأمامي الأكثر وسعًا. ويكون الطرف الأمامي عادةً أكثر اتساعًا، كما أنه يمثل الطرف الذي يتم جمع المواد إليه أثناء نمو الذباب. وتكون بطون الذباب ناعمة بيد أن أطرافه الأمامية الأكثر خشونة تبرز من قنواته اليرقية مما يتيح الحركة للذباب وجر الإطارات الخاصة به أينما كان. وتشبه الإطارات الخاصة بذبابة القمص الدودة الكيسية (bagworm) التي يُكونها العديد من أنواع العُث الأرضية. أما ذباب القمص حر المعيشة فلا يقوم بإنشاء مأوى أو حمل الإطارات القابلة للحمل حتى يكون جاهزًا للدخول في الطور الانتقالي وحتى يميل جسمه لأن يكون أكثر متانة من البناء.

## التطور
تدخل العديد من أنواع يرقات ذبابة القمص في حالة من الخمول تُسمى بمرحلة الطور الانتقالي وتستمر لأسابيع أو لأشهر بعد نضجها لكن قبل خروجها. ثم تتم إثارة عملية خروجها من خلال تبريد درجة حرارة الماء في فصل الخريف، حيث يتزامن بطريقة فاعلة مع نشاط الحشرة البالغة لتصبح عملية التزاوج أكثر سهولة. وفي شمال غرب الولايات المتحدة، يُطلق على يرقات ذبابة القمص الموجودة داخل إطارات الطمي 'حلزونات البحر (periwinkles)'
ويحدث الطور الانتقالي لذبابة القمص مثلما يحدث في قشريات الأجنحة. أي أن ذباب القمص يدخل في طوره الانتقالي في شرنقة نسيجها مُكون من خيوط حريرية. ويقوم ذباب القمص الذي يعمل على بناء إطارات قابلة للحمل بلصق إطاره ببعض الأجسام الموجودة تحت الماء، حيث يُحكم غلق المنافذ الأمامية والخلفية لحمايته من التعرض للافتراس مع السماح بتدفق الماء والدخول في الطور الانتقالي داخل الإطار. وبمجرد وصول مرحلة التطور الكاملة، تنفصل ذبابة القمص العذراء عن إطارها باستخدام زوج خاص من الفكوك السفلية (mandibles)، ثم تسبح حتى تصل لسطح الماء وتتخلى عن جلدها وخياشيمها وفكوكها السفلية التي تكون قديمة في هذه المرحلة، ثم تخرج كحشرات بالغة كاملة التكوين. وبالنسبة لمجموعة قليلة من الأنواع، تسبح الشرانق إلى الشاطئ (سواء كانت تحت سطح الماء - انظر الشكل - أو على السطح) ثم تزحف حتى تظهر. ويكون العديد منها قادرًا على الطيران فورًا بمجرد التخلص من جلدها الخادري.
وفي معظم الأنواع، تستمر مرحلة بلوغ ذباب القمص لفترة وجيزة جدًا تتراوح عادةً من أسبوع لأسبوعين بيد أنها يمكن أن تستمر في بعض الأحيان لشهرين. وتكون معظم الحشرات البالغة غير متغذية ومجهزة تمامًا للقيام بالتزاوج. وبمجرد تزاوجها، تقوم أنثى ذبابة القمص بوضع البيض (مغلف في كتلة هلامية) وتقوم بلصقه أعلى أو أسفل سطح الماء. ثم تفقس البيض خلال فترة وجيزة تبلغ ثلاثة أسابيع.
وفي معظم المناطق المعتدلة في درجة حرارتها يقوم ذباب القمس بإتمام دورات الحياة (life cycles) في سنة واحدة. ويعد النمط العام لدورة الحياة في المنطقة معتدلة الحرارة سببًا للتغذية والنمو اليرقي في الخريف والشتاء والربيع، حيث تظهر الحشرة البالغة في الفترة ما بين أواخر الربيع وبداية الخريف، وعلى الرغم من ذلك نجد أن نشاط الحشرة البالغة لبضعة أنواع يصل لذروته خلال فصل الشتاء. وتكون اليرقات نشطة في المياه شديدة البرودة ويُمكن ملاحظتها في كثير من الأحيان تتغذى تحت الجليد. وعلى غرار ما يحدث في العديد من أنواع الحشرات المائية، يظهر العديد من ذباب القمص البالغ ظهورًا متزامنًا على هيئة تكتلات. حيث تضمن أنماط الظهور تلك أن معظم ذباب القمص سوف يقابل جنسه الآخر في الوقت المناسب. ويُسمي صيادو السلمون والتروتة طبيعة تكتلات الظهور تلك 'عمليات الفقس'، كما أن أنواع سمك السلمون سوف 'تتبدل' إلى ما تظهر عليه الأنواع يومًا ما. ويستفيد الصيادون من هذا السلوك من خلال مضاهاة ذباب الصيد الصناعي (artificial flies) بالذبابة الملائمة.
انسلاخ ذبابة القمص على يوتيوب

## سجل الحفريات
تم العثور على بقايا حفرية لذبابة القمص في صخور يعود تاريخها إلى عصر الترياسي (Triassic).

## كتابات أخرى
من المراجع المفيدة التي تتحدث عن يرقات مشعرات الأجنحة البريطانية كتاب «يرقات القمص» (Caddis Larvae) لنورمان هيكين (Norman E. Hickin) (1967) شركة هاتشيستون المحدودة بلندن (Hutchinson & Co.Ltd.London).

## وصلات خارجية
- The Nature Explorers - Videos of some very interesting caddisfly species in Arizona.
- Caddisflies and Fly Fishing - Photos, limited species life history descriptions.
- Adult caddisfly and caddisfly larva (casemaker) نسخة محفوظة 29 يوليو 2018 على موقع واي باك مشين. — diagnostic photographs and information
- Kendall Bioresearch Services Trichoptera page
- Tree of Life Trichoptera page
- Trichoptera world checklist نسخة محفوظة 7 فبراير 2005 على موقع واي باك مشين.
- Diversity Web